# Centrocardita pseudocardita
Centrocardita pseudocardita is een tweekleppigensoort uit de familie van de Carditidae. De wetenschappelijke naam van de soort is voor het eerst geldig gepubliceerd in 1981 door Poutiers.